# Distretto di Lucheng (Changzhi)
Il distretto di Lucheng (潞城区S, LùchéngP) è un distretto della Cina, situato nella provincia dello Shanxi e amministrato dalla prefettura di Changzhi.